# Pozemšťané a mimozemšťané
Pozemšťané a mimozemšťané je česká antologie sci-fi povídek vydaná roku 1981, první z cyklu výborů ze světové sci-fi literatury vydávaných nakladatelstvím Svoboda. Obsahuje tvorbu autorů ze Západu i z Východního bloku, z období 40. až 70. let 20. století. Jak už plynulo z názvu knihy, spojujícím tématem byl kontakt lidstva a mimozemských civilizací (s jednou výjimkou), byla zařazena díla závažná i povídky humornějšího rázu. Redaktorem výběru byl Ivo Železný, který sám přeložil jednu povídku ze švédštiny. Rozsahem největší je novela Právo na návrat od J. Zajdela, která sama obsahuje tři vnořené mikropovídky.

## Obsah
- Fredric Brown: Vtom někdo zaklepal na dveře (Knock, 1948, přeložil J. Veis, 8 stran)
- Janusz Zajdel: Právo na návrat (Prawo do powrotu, 1975, přeložil P. Weige, 116 stran)
- William Tenn: Venuše a sedmero pohlaví (Venus and the Seven Sexes, 1949, přeložil J. Veis, 36 stran)
- Jiří Netrval: Styx (1981, 50 stran)
- Sam J. Lundwall: Nic pro hrdiny (Inga hjältar här, 1972, přeložil I. Železný, 100 stran)
- Frederik Pohl: Tunel pod světem (The Tunnel under the World, 1955, přeložil J. Veis, 28 stran)
- Arkadij a Boris Strugačtí: Druhá invaze Marťanů (Vtoroje našestvije Marsijan, 1967, přeložil O. Uličný, 66 stran)
- John Wyndham: Pak přijde čas a muž se musí usadit (Time to Rest, 1949, přeložil J. Veis, 12 stran)[3]